# La Butte à Mathieu
Cet article possède un paronyme, voir La Butte (homonymie).
La Butte à Mathieu est une boîte à chansons fondée en 1959 par Gilles Mathieu à Val-David, près de la gare du P'tit Train du Nord, dans les Laurentides (Québec).

## Histoire
Dès 1959 viennent plusieurs futurs grands noms tels que : Claude Gauthier, Claude Léveillée, Christine Charbonneau, Gilles Richer, Guy Hoffmann, le groupe Les Bozos et Félix Leclerc.
Au cours des années suivantes, d'autres noms tels que Gilles Vigneault, Renée Claude, Jacques Blanchet, Pierre Létourneau, Marc Gélinas, Clémence DesRochers, Jean-Pierre Ferland et Robert Charlebois viendront s'ajouter à la liste.
Selon Sylvain Rivière et Gilles Mathieu lui-même, La Butte à Mathieu fut un « lieu mythique dans l'histoire de la chanson au Québec […] De Gaston Miron à Pauline Julien, de Louise Forestier à Raymond Lévesque, la Butte à Mathieu a présenté tous ceux et celles qui, dans le Québec effervescent de l'époque, prenaient la parole pour dire le pays ».
On a dit de la Butte qu’elle a été un lieu de rendez-vous montréalais, « un creuset où se mélangeaient chanson et théâtre, jazz et poésie ». Elle aurait été « un passage obligé pour quiconque aspirait à se faire un nom dans la chanson » au Québec.
La Butte a cessé ses activités en 1976.